# Проминь (Донецкая область)
Проминь (укр. Промінь) — село на Украине, находится в Покровском районе Донецкой области.
Код КОАТУУ — 1422755306. Население по переписи 2001 года составляет 73 человека. Почтовый индекс — 85320. Телефонный код — 623.

## Адрес местного совета
85345, Донецкая область, Покровский р-н, пгт. Гродовка, ул.Донецкая, 97, тел. 5-32-1-42